# Coup d'État du 5 juillet 1977 au Pakistan
Vous lisez un « article de qualité » labellisé en 2017.
Le coup d'État du 5 juillet 1977 au Pakistan, également connu sous le nom de code « Opération fair play », a été mené par le chef de l'armée Muhammad Zia-ul-Haq qui renverse le gouvernement du Premier ministre Zulfikar Ali Bhutto. La prise de pouvoir aboutit à un régime militaire autoritaire dominé par la personne de Zia-ul-Haq. Il va durer près de onze années et organise une militarisation et une islamisation inédite de la société pakistanaise.
Le coup d’État se déroule dans le contexte des élections législatives du 7 mars 1977 et le mouvement de protestations qui suit le scrutin avec des manifestations contestant les résultats donnant le Parti du peuple pakistanais (PPP) largement vainqueur. Alors que le mouvement est violemment réprimé par le gouvernement, qui finit pourtant par accepter de négocier avec l'opposition, l'armée prend le pouvoir et réprime tant l'ancien pouvoir civil que l'opposition. Ali Bhutto est pendu le 4 avril 1979.
Le régime militaire de Zia-ul-Haq, qui s'étend de 1977 à 1988, est largement considéré comme le plus répressif et le plus conservateur des trois régimes militaires qu'a connus le pays. Il prend fin quand le général meurt dans l'écrasement de son avion, le 17 août 1988. Les élections législatives qui suivent conduisent à la victoire du Parti du peuple pakistanais dirigé par Benazir Bhutto, fille du Premier ministre renversé et figure de l'opposition au général Zia.

## Contexte

### Émergence d'un pouvoir civil fort

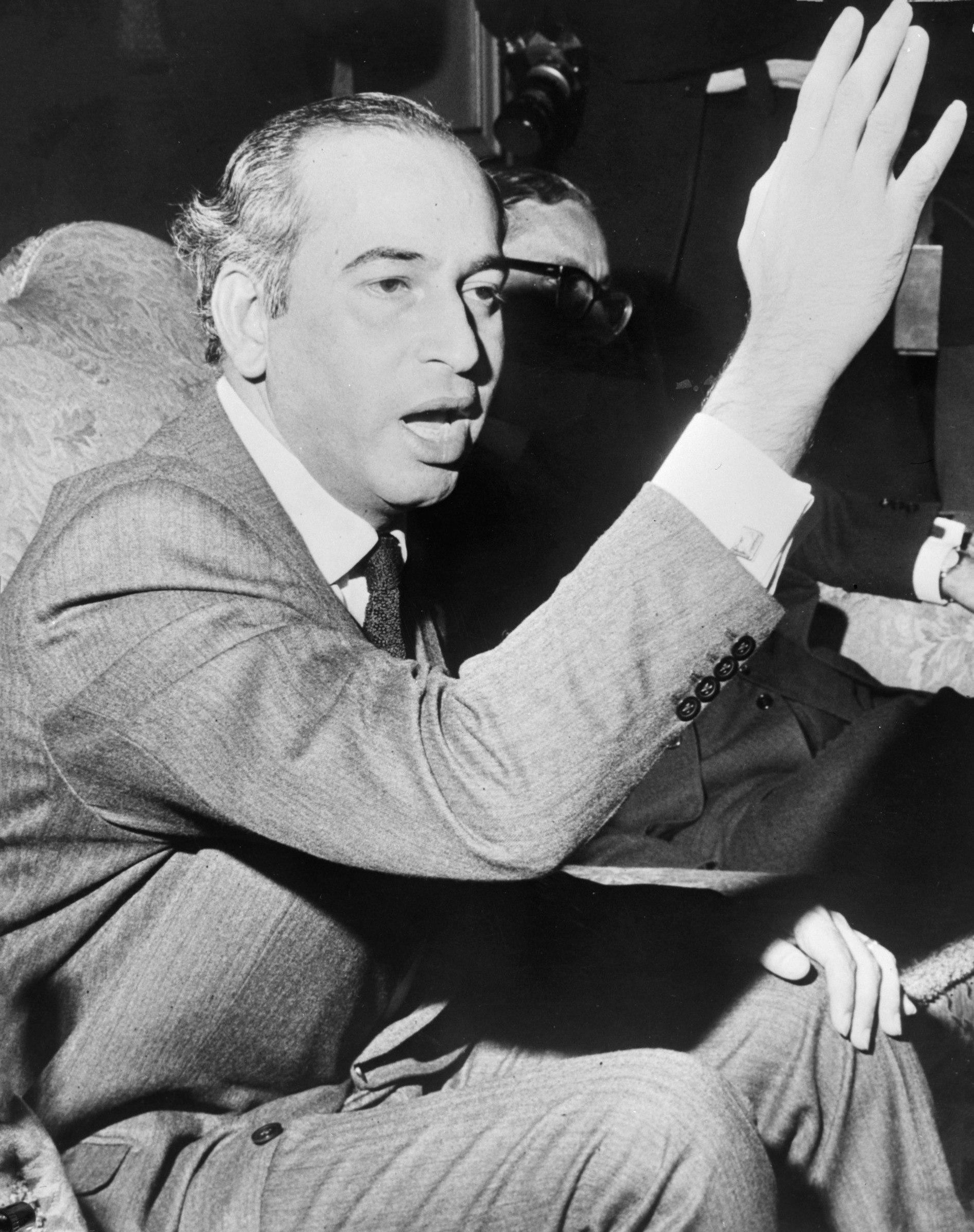
Zulfikar Ali Bhutto en 1971.

La période précédant le coup d’État du 5 juillet 1977 est marquée par l'émergence d'un pouvoir civil fort, chose inédite dans ce pays qui depuis son indépendance à peine trente ans plus tôt est habitué à l'instabilité politique et à l'influence des militaires. L'armée pakistanaise sort en effet largement affaiblie après plus de dix années des régimes militaires des généraux putschistes Muhammad Ayub Khan et Muhammad Yahya Khan entre 1958 et 1971, puis surtout par la défaite lors de la troisième guerre indo-pakistanaise qui aboutit à la déroute des forces armées et à la sécession du Bangladesh en 1971. Dans le même temps, Zulfikar Ali Bhutto, ancien ministre d'Ayub Khan, fédère autour de lui de nombreux mouvements de gauche opposés au régime militaire. Il réunit une vaste partie de la population autour de lui en promettant le progrès social aux classes laborieuses à l'occasion des élections législatives de 1970. Ces dernières sont largement remportées par sa formation politique, le Parti du peuple pakistanais, à l'exclusion de l'ancien Pakistan oriental sécessionniste.
Affaiblis, les généraux cèdent alors la place aux civils en suivant les résultats des élections législatives de 1970. Bhutto devient ainsi président de la république le 20 décembre 1971 et met fin à la loi martiale quelques mois plus tard. Le 14 août 1973, Bhutto fait voter une nouvelle constitution dotant le pays d'un régime parlementaire et est élu dans la foulée Premier ministre par l'Assemblée nationale, devenu le poste le plus stratégique du pouvoir exécutif. Fazal Elahi Chaudhry le remplace au poste de président. Il impose progressivement son autorité, notamment en créant des contre-pouvoirs civils face aux militaires. En 1972, il institue des forces fédérales de sécurité puis une agence fédérale de renseignement (FIA) en 1975, sous le contrôle de son gouvernement. C'est également dans cette optique qu'il nomme Muhammad Zia-ul-Haq au poste de chef de l'armée au début de l'année 1976, en grillant la priorité de plusieurs d'officiers mieux placés. Bhutto l'aurait surtout choisi car il le voyait comme un homme simple et peu politisé,,.

### Élections contestées

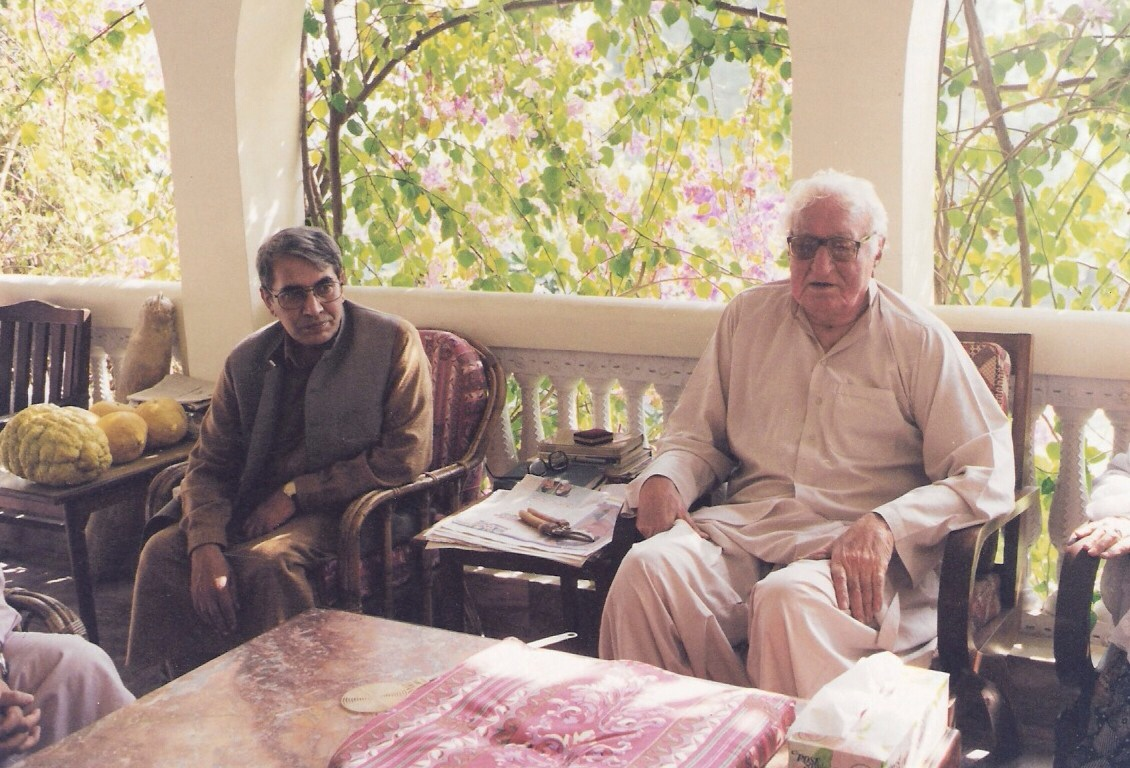
Khan Abdul Wali Khan, à gauche, est l'une des figures de l'opposition.

Progressivement, Zulfikar Ali Bhutto se voit accusé de concentration des pouvoirs et de dérive autoritaire, notamment d'abus envers des opposants politiques. Plusieurs de ces derniers ont notamment été arrêtés et emprisonnés, comme lors du « tribunal d'Hyderabad » qui vise les militants pachtounes Khan Abdul Wali Khan et son fils Asfandyar Wali Khan. Alors que les prochaines élections sont prévues pour la seconde moitié de l'année 1977, Ali Bhutto prend la parole lors d'une allocution télévisée le 7 janvier 1977 et annonce l'avancement de l'élection, dans le but allégué de prendre de court l'opposition. Le 10 janvier, la justice annonce que les candidatures devront être déposées dans les douze jours seulement.
Ali Bhutto entame sa campagne électorale dès le 4 janvier et vise surtout les milieux populaires. Il promet d'aller plus loin dans les réformes socialistes, notamment dans la protection au travail et le partage de terres agricoles. Toutefois, il s'allie avec de nombreux grands propriétaires terriens et les investit dans les circonscriptions électorales, tout en écartant les anciennes figures et l'aile gauche du parti. Malgré tout, dès le 11 janvier, neuf partis d'opposition s’unissent au sein de l'« Alliance nationale du Pakistan » (PNA). Le mouvement hétéroclite rassemble des formations islamistes, conservatrices et progressistes notamment, unies par leur seule opposition au pouvoir,. Le 7 mars 1977, les résultats officiels montrent une victoire écrasante du Parti du peuple pakistanais, qui réunit 60 % des voix et les trois-quarts des sièges à l'Assemblée nationale. L'opposition dénonce immédiatement de nombreuses fraudes électorales, en plus de l'utilisation des moyens de l’État lors de la campagne électorale du pouvoir. Bhutto aurait en effet ordonné le trucage des élections aux services secrets. Un excès de zèle conduit cependant à des résultats peu vraisemblables.

## Coup d'État

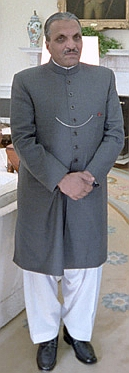
Muhammad Zia-ul-Haq en 1982.

### Troubles et loi martiale
À la suite des élections législatives du 7 mars 1977, les différents partis de l'opposition lancent rapidement un vaste mouvement de contestations au sein du pays afin de dénoncer les résultats. Les militants des partis religieux, comme la Jamaat-e-Islami, sont particulièrement mobilisés. Zulfikar Ali Bhutto tente alors différentes stratégies, promettant une islamisation du pays en réponse à ses opposants puis organisant la répression contre les manifestants. Les rassemblements de plus de cinq personnes sont interdits alors que couvre-feu et loi martiale sont imposés le 22 avril dans trois grandes villes : Karachi, Hyderabad et Lahore. Une grève générale est également décrétée par 26 syndicats et suivie par 1,5 million de travailleurs pour la seule ville de Karachi. Les affrontements entre membres du PPP et partisans de l'opposition font plus de 200 morts, alors que l'armée tente de s'opposer et de maintenir l'ordre. 
Le pouvoir s'appuie sur les forces fédérales pour contrer la contestation, et cherche le soutien des officiers militaires pour lesquels Bhutto décide de hausses de salaires. Le 2 juin, la justice invalide la loi martiale et Bhutto se retrouve de plus en plus isolé.

### Renversement du pouvoir
Alors que le gouvernement de Zulfikar Ali Bhutto, affaibli, accepte de négocier avec l'opposition, un accord est conclu le 15 juin pour organiser un nouveau scrutin en octobre. Cependant, l'opposition réclame de strictes mesures afin de garantir la sincérité du scrutin, mais Bhutto est réticent à accepter. Dans la soirée du 4 juillet, le Premier ministre annonce lors d'une conférence de presse qu'il invite l'opposition à négocier les modalités du scrutin. Cependant, l'armée mène, sous le commandement de son chef Muhammad Zia-ul-Haq, un coup d’État dans la nuit du 4 au 5 juillet, sous le nom de code « opération fair play ». Il prend sa décision après avoir consulté les commandants des onze corps d'armée et s'être assuré de leur loyauté. L'armée prend alors le contrôle de divers points stratégiques de la capitale Islamabad et arrête onze personnalités du Parti du peuple pakistanais, dont le Premier ministre Bhutto, et neuf figures de l'opposition. Les opérations commencent à minuit et se terminent à l'aube. La loi martiale est immédiatement proclamée et les assemblées sont dissoutes le 6 juillet, alors que la Constitution est suspendue et le droit commun écarté. 
Le coup est mené sans difficulté ni violence. Le général Zia se pose alors comme arbitre et seul à même de résoudre la crise politique, dénonçant l’incompétence des hommes politiques dans leur ensemble. Il déclare même lors d'une allocution télévisée le 1er septembre que « l'unité de ce pays peut être maintenue par les forces armées, non par des hommes politiques ». Il prend le titre de « chef de l'administration de la loi martiale » (Chief Martial Law Administration), ce qui le place à la tête du pouvoir exécutif. Il n'affiche alors aucune ambition politique claire et promet même des élections sous trois mois. Le 10 novembre 1977, la Cour suprême juge le coup légal en s'appuyant sur la « doctrine de la nécessité », mais demande un retour rapide à la démocratie.

### Tergiversations et purge

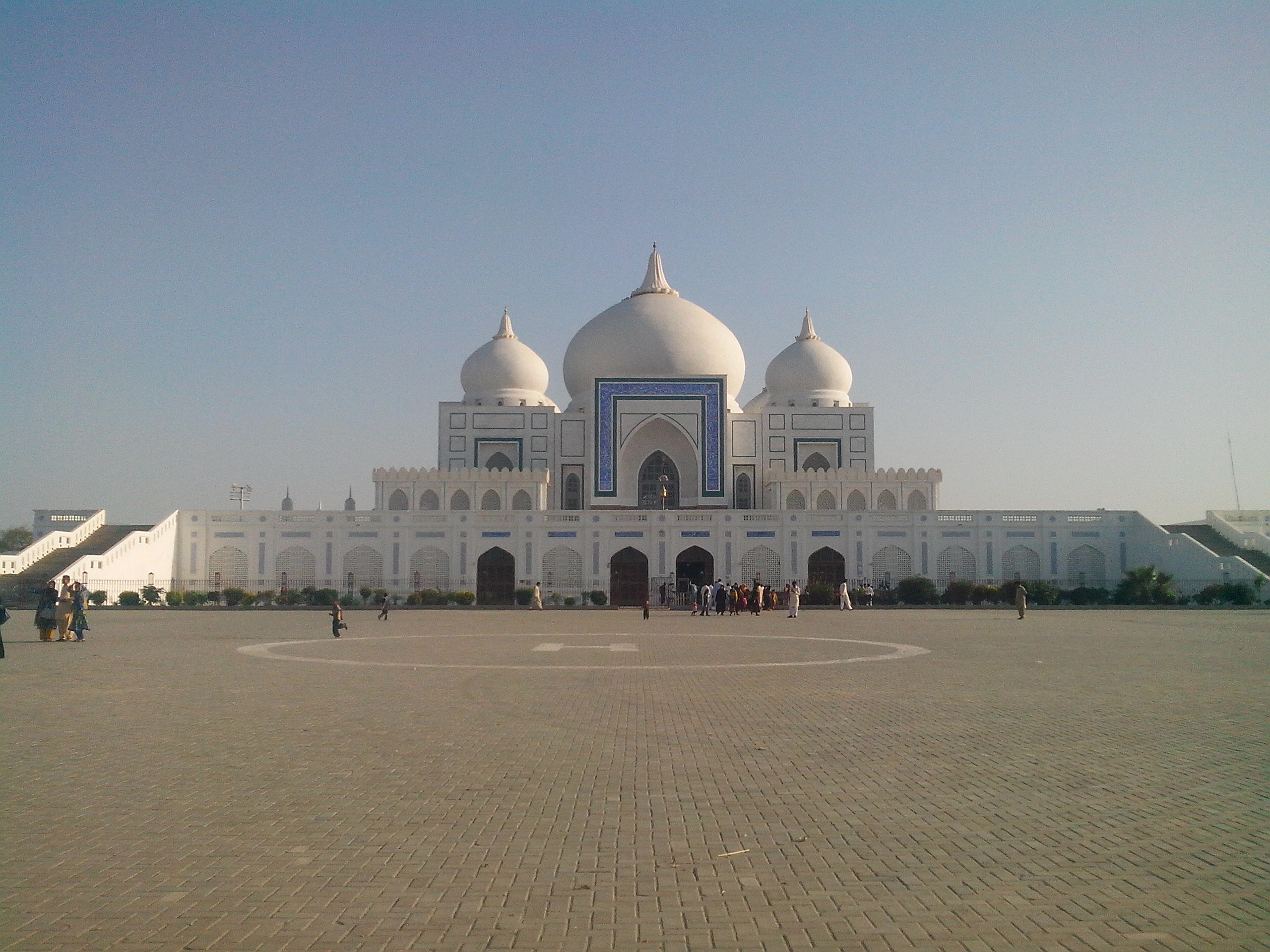
Le mausolée de la famille Bhutto, où est enterré Zulfikar, dans le district de Larkana.

Alors que le général Zia promet une transition militaire temporaire, il annonce le retour à un pouvoir civil à la suite d'élections prévues en octobre. Zulfikar Ali Bhutto est ainsi rapidement libéré, Zia estimant qu'il sera discrédité lors des élections. Toutefois, Bhutto se lance immédiatement dans une tournée de campagne et reçoit un bon accueil avec de nombreux partisans dans les provinces du Sind et du Pendjab. L'ancien Premier ministre critique l'opposition et le pouvoir militaire, promettant « justice » pour Zia-ul-Haq. Le 3 septembre, il est de nouveau arrêté par les militaires, sous le coup de l'accusation d'un meurtre remontant à 1974 et d'une enquête sur les fraudes électorales de 1977. Zia déclare de plus qu'un nouveau scrutin ne pourra être tenu avant que la justice ne se soit prononcée sur les charges criminelles pesant sur Bhutto et ses anciens lieutenants, mettant un terme à la transition politique promise.
Les militaires engagent à ce moment-là une militarisation sans précédent de l’État et la plus violente purge de l'histoire du Pakistan. Le 1er octobre 1977, les élections sont définitivement annulées et le 1er mars 1978, les activités politiques sont interdites. Les médias sont également contrôlés et censurés. Ali Bhutto est condamné à mort par la Cour suprême le 18 mars 1978. Sa famille entame alors une série de recours qui ne donnent rien. Après l'épuisement de ceux-ci, Bhutto est rapidement pendu le 4 avril 1979 dans une prison de Rawalpindi. Zia-ul-Haq refuse d'exercer son droit de grâce, malgré de nombreux appels internationaux en ce sens, notamment de la part des États-Unis, de la France et de l'URSS. Entre-temps, Zia nomme un gouvernement de technocrates durant l'été 1978 puis devient officiellement président le 16 septembre 1978 alors que Fazal Elahi Chaudhry, le précédent chef de l’État, démissionne.

## Réactions internationales

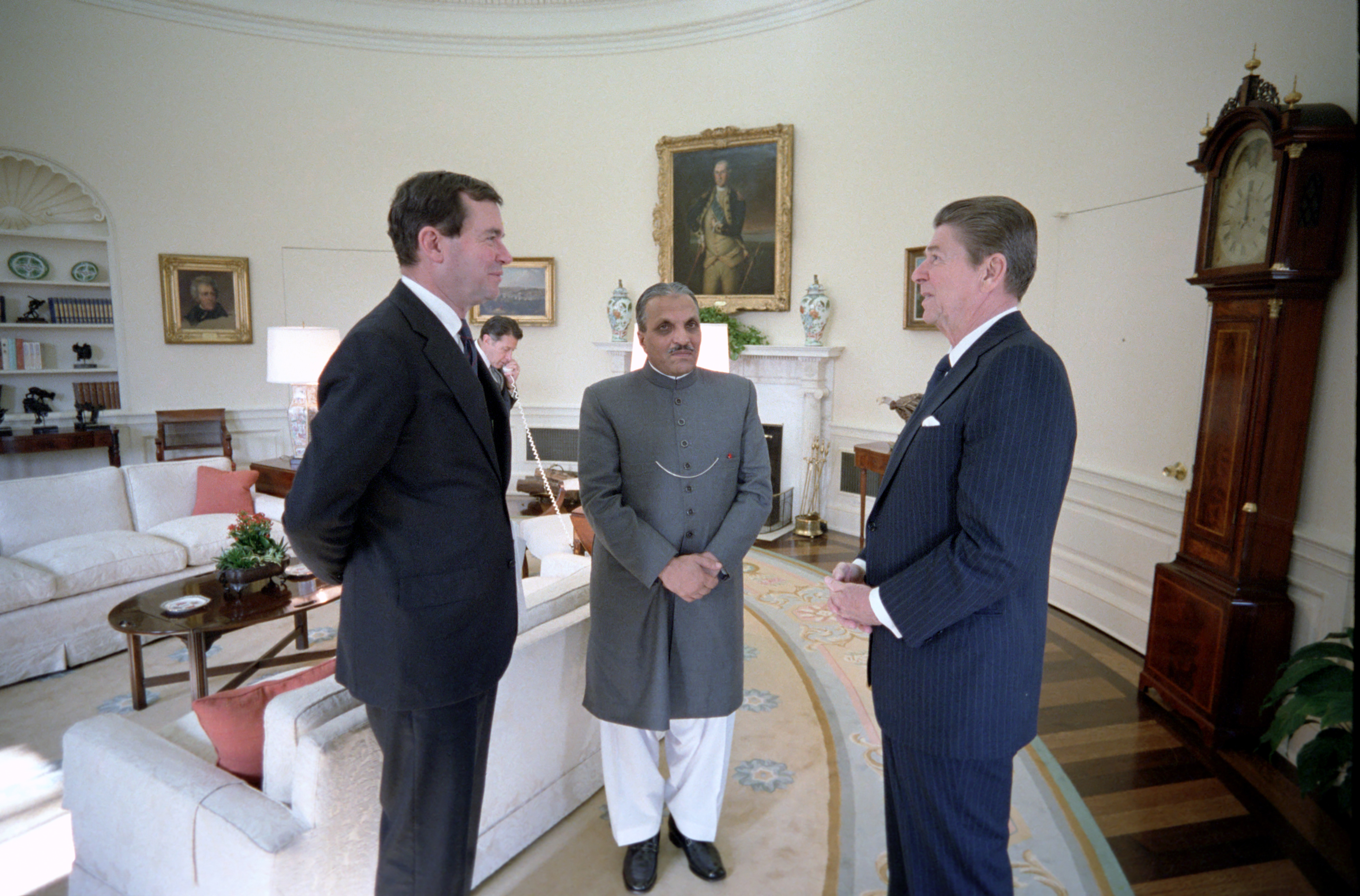
Muhammad Zia-ul-Haq et Ronald Reagan à la Maison-Blanche en 1982.

Le coup d’État du 5 juillet a suscité peu de réactions au niveau international. Il a toutefois été clairement condamné par l'Union soviétique, qui entretenait de bons liens avec le précédent pouvoir. Les réactions internationales concernant la condamnation à mort de Zulfikar Ali Bhutto ont en revanche été nombreuses, pas moins de 27 pays ayant demandé sa clémence. On trouve parmi eux les grandes puissances, dont les États-Unis et l'Union soviétique, mais aussi des pays alliés du Pakistan, comme la Chine et l'Arabie saoudite. Muhammad Zia-ul-Haq a cependant été irrité par ces pressions, y voyant l'action d'un « club de politiciens étrangers ». 
La position des États-Unis a néanmoins été plus souple, le pays ayant pris quelques mesures de rétorsion à la suite des violences et décidant surtout des sanctions en 1979. Celles-ci sont en revanche davantage liées au développement nucléaire du pays. Toutefois, après l'intervention soviétique en Afghanistan le 24 décembre 1979, les Américains se rapprochent de Zia-ul-Haq et encore davantage après l'élection de Ronald Reagan en 1980. L'administration Reagan intensifie l'aide militaire envers le pays qui atteint plus de sept milliards de dollars au total,. Les deux pays appuient en effet la guérilla djihadiste contre les communistes dans le pays. Le politologue français Christophe Jaffrelot voit même le soutien américain, qu'il qualifie de « sans faille », comme décisif dans le maintien au pouvoir du général Zia.

## Conséquences

### Militarisation et islamisation

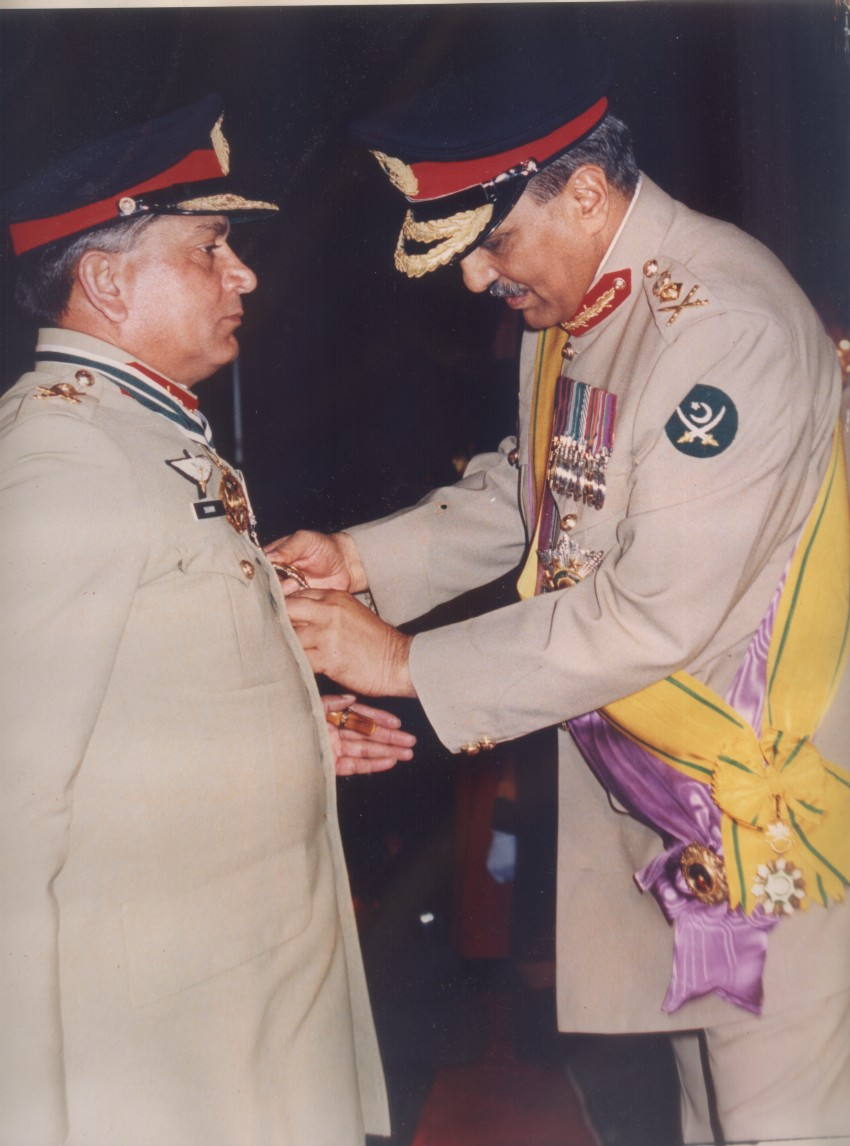
Le général Zia (à droite) remettant une décoration militaire au général Shamim Alam Khan.

Afin d'assurer son pouvoir dans la durée, Muhammad Zia-ul-Haq mène une militarisation de l’État sans précédent dans l'histoire du pays, pourtant déjà habitué au fort pouvoir des militaires. Affichant publiquement son hostilité envers la classe politique, Zia essaye de l'écarter durablement du pouvoir en nommant cinq administrateurs de la loi martiale pour les quatre provinces et les Territoires du Nord. Il nomme également des militaires à la tête des administrations centrales, ainsi que quelques civils qui lui sont fidèles, comme Agha Shahi et Ghulam Ishaq Khan. En 1978, un gouvernement composé de figures politiques civiles voit cependant le jour mais sa fonction est uniquement symbolique. En effet, le général Zia administre le pays en s'adressant directement aux subordonnés qu'il a nommés,. La justice civile est également remplacée par une justice militaire. Après la pendaison de l'ancien Premier ministre Ali Bhutto, le pouvoir se militarise encore davantage avec la promulgation de deux lois martiales en 1979 qui interdisent la critique des forces armées et les activités politiques. Les partis politiques ne sont cependant pas directement interdits, mais soumis à une procédure d'enregistrement complexe.
En quête de légitimité, le président Zia s’appuie très fortement sur la religion pour justifier son pouvoir. Il conduit une politique d'islamisation inédite dans l'histoire du pays. Pour ce faire, il nomme en 1981 une assemblée consultative de religieux censée guider la politique du pays. Il s’appuie également sur le Conseil de l'idéologie islamique, de laquelle il tente en vain d'obtenir un avis selon lequel le système électoral serait anti-islamique. Il tire toutefois profit d'un autre avis du conseil pour bannir les partis politiques lors des élections de 1985. Durant son règne, Zia-ul-Haq islamise surtout le système juridique et éducatif du pays. Il met en place une Cour fédérale de la charia et introduit dans le code pénal des sanctions allant du fouet à la lapidation pour relations hors mariages, ou consommation d'alcool et autres drogues notamment. La peine de mort est également introduite en cas de blasphème,. Zia-ul-Haq impulse également un système religieux à l'école et favorise un syndicat étudiant islamiste, responsable de dizaines d'assassinats, pour contrer la gauche militante sur les campus universitaires. Enfin, Zia-ul-Haq islamise aussi l'armée, ce qui provoquera une collusion durable entre mouvements islamistes et militaires.

### Répression
La répression sous le régime militaire du général Muhammad Zia-ul-Haq est la plus violente conduite par un régime militaire au Pakistan. Zia est d'abord le seul à avoir fait exécuter le dirigeant qu'il a renversé. La liberté d'expression est au même moment très fortement restreinte, avec l'interdiction de mener des activités politiques et de critiquer les autorités militaires. La répression politique se concentre principalement sur les figures du Parti du peuple pakistanais, surtout Nusrat Bhutto et Benazir Bhutto, respectivement veuve et fille d'Ali Bhutto, qui sont plusieurs fois arrêtées et placées en détention ou résidence surveillée. En 1978, les militaires n'hésitent pas à tirer sur une foule de protestataires à l'occasion d'un déplacement de Zia-ul-Haq à Karachi. Près de 6 000 personnes sont emprisonnées lors du seul mois de mars 1981 et la torture est couramment pratiquée. Plusieurs dizaines de figures de la contestation meurent en détention, notamment des étudiants et des syndicalistes. Au total, la répression aurait fait 1 200 morts et 20 000 prisonniers.

### Contestations et chute

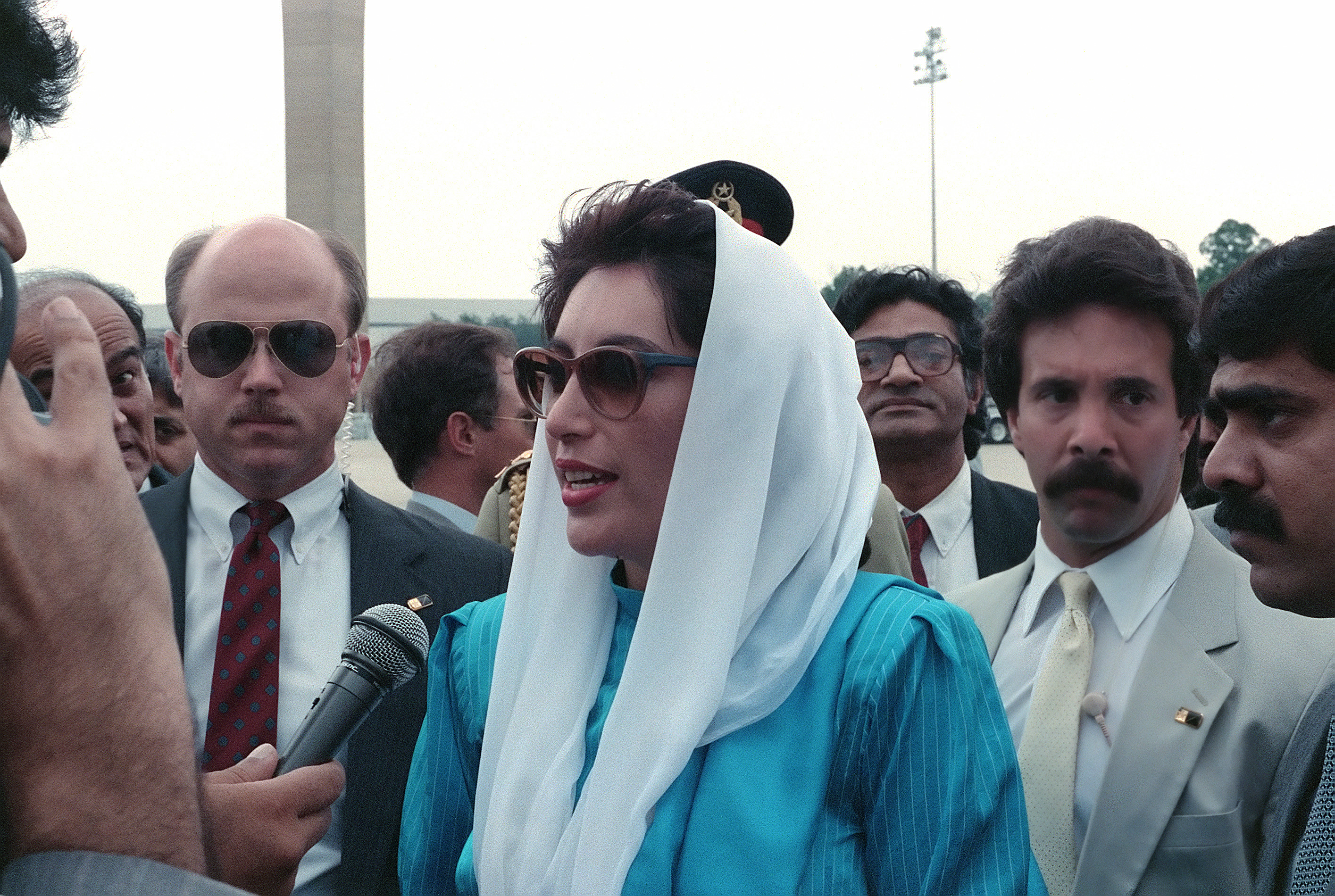
Benazir Bhutto en visite à Washington, en juin 1989.

La contestation au régime politique de Muhammad Zia-ul-Haq est activement menée par divers secteurs de la société, notamment les étudiants, les syndicalistes et autres mouvements de gauche, ainsi que par les zones rurales dans lesquelles le Parti du peuple pakistanais était populaire. Après la mort de Zulfikar Ali Bhutto, le parti est dirigé par sa fille Benazir Bhutto après une transition menée par sa veuve Nusrat Bhutto. Il est l’initiateur du « Mouvement pour la restauration de la démocratie » fondé le 8 février 1981 qui réunit surtout d'autres formations de gauche, à l'exception de nationalistes sindis et islamistes de la Jamiat Ulema-e-Islam. La contestation devient forte à partir de 1983 et dans les zones rurales du Sind particulièrement. Dans le même temps, le frère de Benazir Murtaza Bhutto se réfugie auprès du gouvernement communiste à Kaboul et créé une organisation armée qui prône la lutte violente contre le régime. Il revendique notamment un tir de missile raté qui vise l'avion du général Zia en 1981.
Alors que la contestation s'amplifie, Zia-ul-Haq promet de nouveau un retour à la démocratie le 12 août 1983. En décembre 1984, il organise un plébiscite boycotté par l'opposition qui donne 97,8 % en sa faveur, et des élections législatives sont organisées en février 1985. Interdites aux partis politiques, elles sont de nouveau boycottées par le Mouvement pour la restauration de la démocratie. Si d'un côté les élections redonnent un rôle aux civils et la loi martiale est levée, le président fait voter un amendement à la Constitution lui accordant des pouvoirs élargis,. Il peut désormais dissoudre les assemblées et démettre son Premier ministre. Toutefois, la nouvelle Assemblée nationale va peu à peu prendre ses distances vis-à-vis de Zia-ul-Haq et même chercher à devenir un contre-pouvoir, demandant notamment au président d'abandonner son cumul avec les fonctions de chef des armées. En réaction, le général dissout les assemblées le 29 mai 1988 et démet son Premier ministre Muhammad Khan Junejo. Alors qu'il promet des élections avant la fin de l'année, il meurt dans l'écrasement de son avion le 17 août 1988 près de Bahawalpur. Les causes de la catastrophe n'ont jamais été élucidées,. Les élections législatives ont lieu le 16 novembre 1988 et portent au pouvoir Benazir Bhutto.

## Analyse

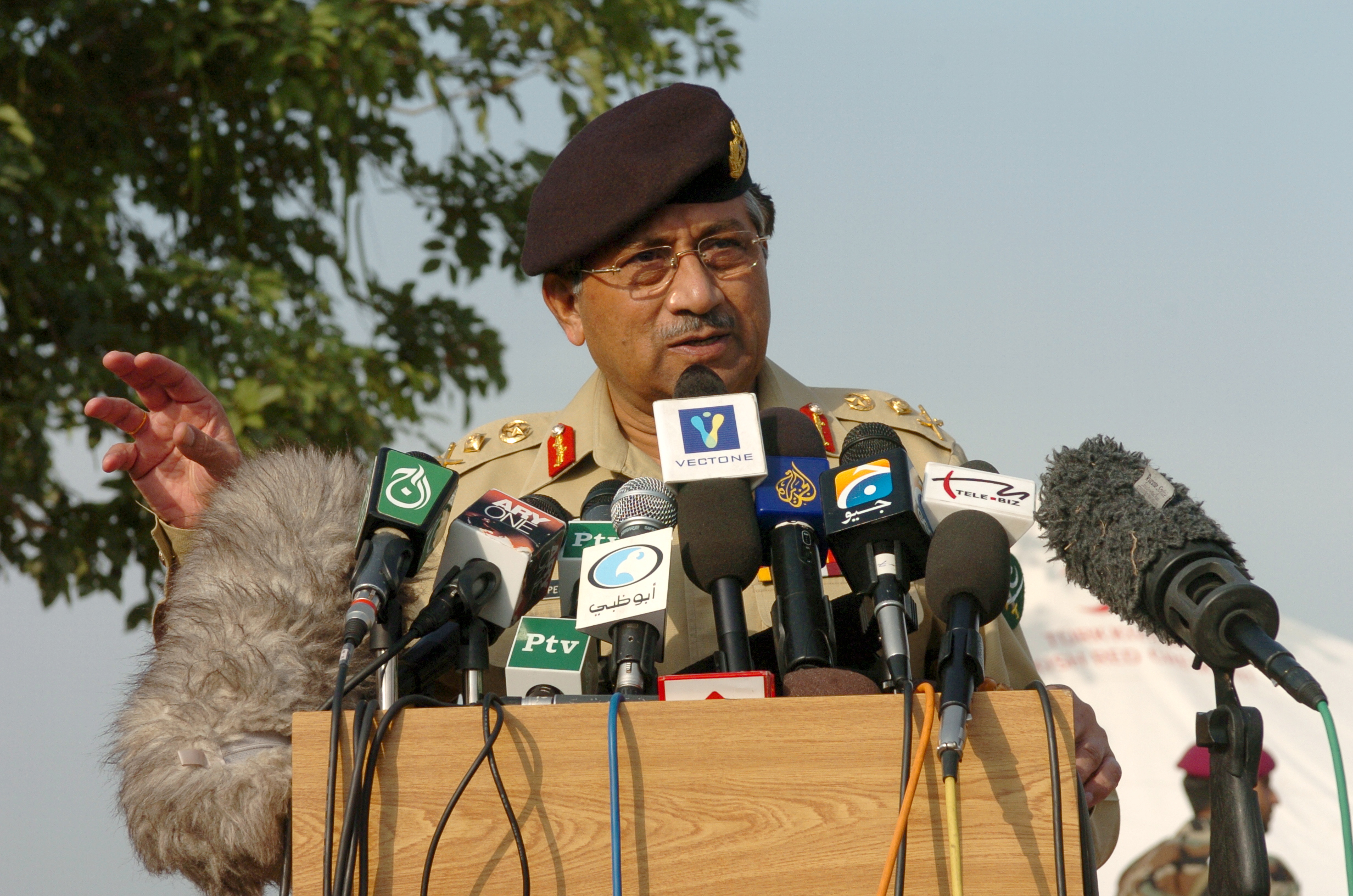
Le général Pervez Musharraf sera le prochain chef de l'armée à mener un coup d’État.

Le coup d’État du 5 juillet 1977 est le deuxième mené dans l'histoire du Pakistan, après celui d'octobre 1958 conduit par Muhammad Ayub Khan et avant le putsch du 12 octobre 1999 de Pervez Musharraf. Comme eux, le coup de force va aboutir à un régime militaire et autoritaire centré sur la personne du chef de l'armée, et dure environ également une dizaine d'années. Comme ses alter ego, Muhammad Zia-ul-Haq s'appuie sur la corruption et l'inefficacité des hommes politiques pour justifier sa prise de pouvoir et se pose comme seul recours possible pour assurer l'unité du pays. Toutefois, les violences post-électorales étaient en baisse alors que le gouvernement et l'opposition se trouvaient sur le point de parvenir à un accord quand Zia-ul-Haq décide de son coup. Ce dernier serait donc avant tout un moyen de conserver les intérêts des militaires, selon plusieurs analystes.
À l'instar de son prédécesseur Ayub Khan, Zia-ul-Haq déclare la loi martiale et réprime les partis politiques, souhaitant écarter l'ancienne élite à la faveur d'officiers militaires choisis par lui. Il entame alors aussi une militarisation de l’État, institutionnalisant le rôle des militaires. Cette politique est accompagnée des habituels traitements de faveur envers les officiers de haut rang, comme l'appropriation de terres agricoles. Durant son régime, Zia-ul-Haq va donner plus de 180 000 hectares à 5 538 militaires. Zia-ul-Haq enracine ainsi la forte ingérence des militaires dans les affaires politiques, qui ont souvent joué un rôle primordial de manière directe ou indirecte. Là aussi, le succès du coup d’État s'explique par l'unité et la loyauté du commandement militaire ainsi que son attachement à la chaîne hiérarchique. Ayesha Siddiqa note également que le penchant des militaires vers l'idéologie conservatrice de l'opposition lésée par les élections de 1977 a joué un rôle, tout comme l'inquiétude des généraux de voir les contestations se prolonger trop longtemps, et ainsi éroder la discipline militaire.
Il existe cependant des différences notables entre ce coup d’État et les deux autres menés dans le pays au cours du XXe siècle. D'abord, selon le chercheur français Christophe Jaffrelot, le coup de force ne résulte pas d'une volonté des militaires de gérer durablement le pays, et ils auraient avant tout cherché à défendre leurs intérêts, menacés par l’émergence d'un dirigeant civil fort. De plus, Zia-ul-Haq n'a pas établi de stratégie politique claire et semble plutôt improviser son exercice du pouvoir, tergiversant et procédant par à-coups. L'autre différence majeure avec les deux autres dirigeants militaires se situe sur le plan religieux, Zia-ul-Haq y revendiquant sa légitimité et menant une politique d'islamisation qui va durablement transformer la société pakistanaise. Pour ce faire, il s’appuie sur la partie islamiste de l'opposition à Ali Bhutto, surtout la Jamaat-e-Islami. La violence dont il fait preuve est également inédite dans l'histoire du pays. Pour le militant des droits humains Ibn Abdur Rehman, « les Pakistanais aujourd'hui ne vivent pas dans le pays imaginé par Muhammad Ali Jinnah, mais dans celui dessiné par Muhammad Zia-ul-Haq ».